# Naturpark Maas-Schwalm-Nette

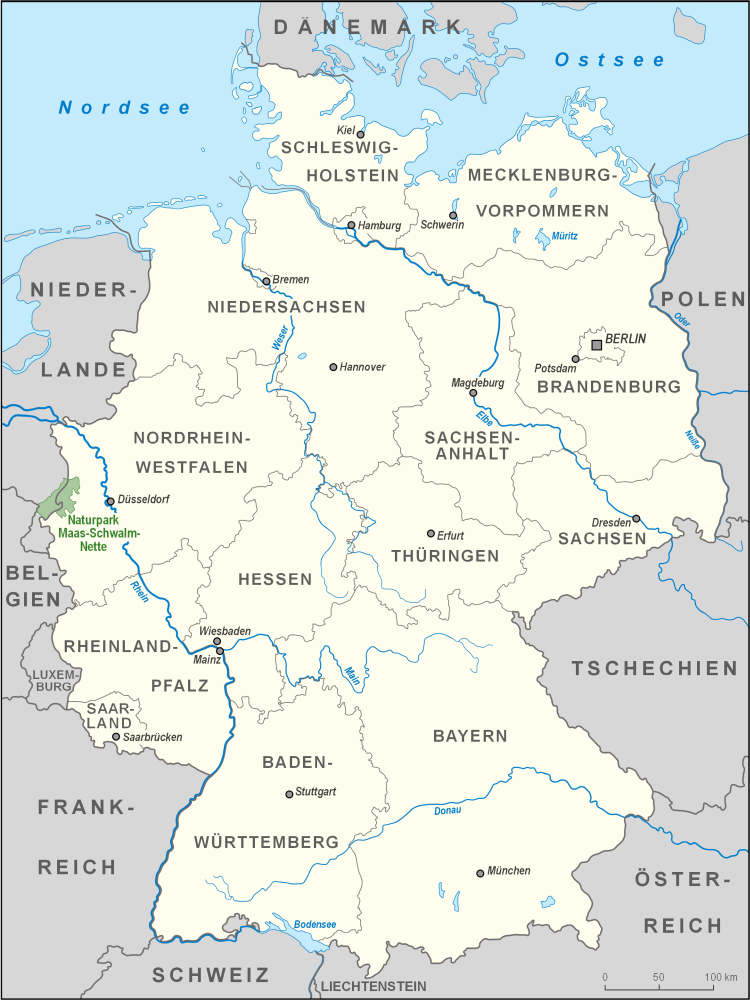
Lage des Naturparks Maas-Schwalm-Nette

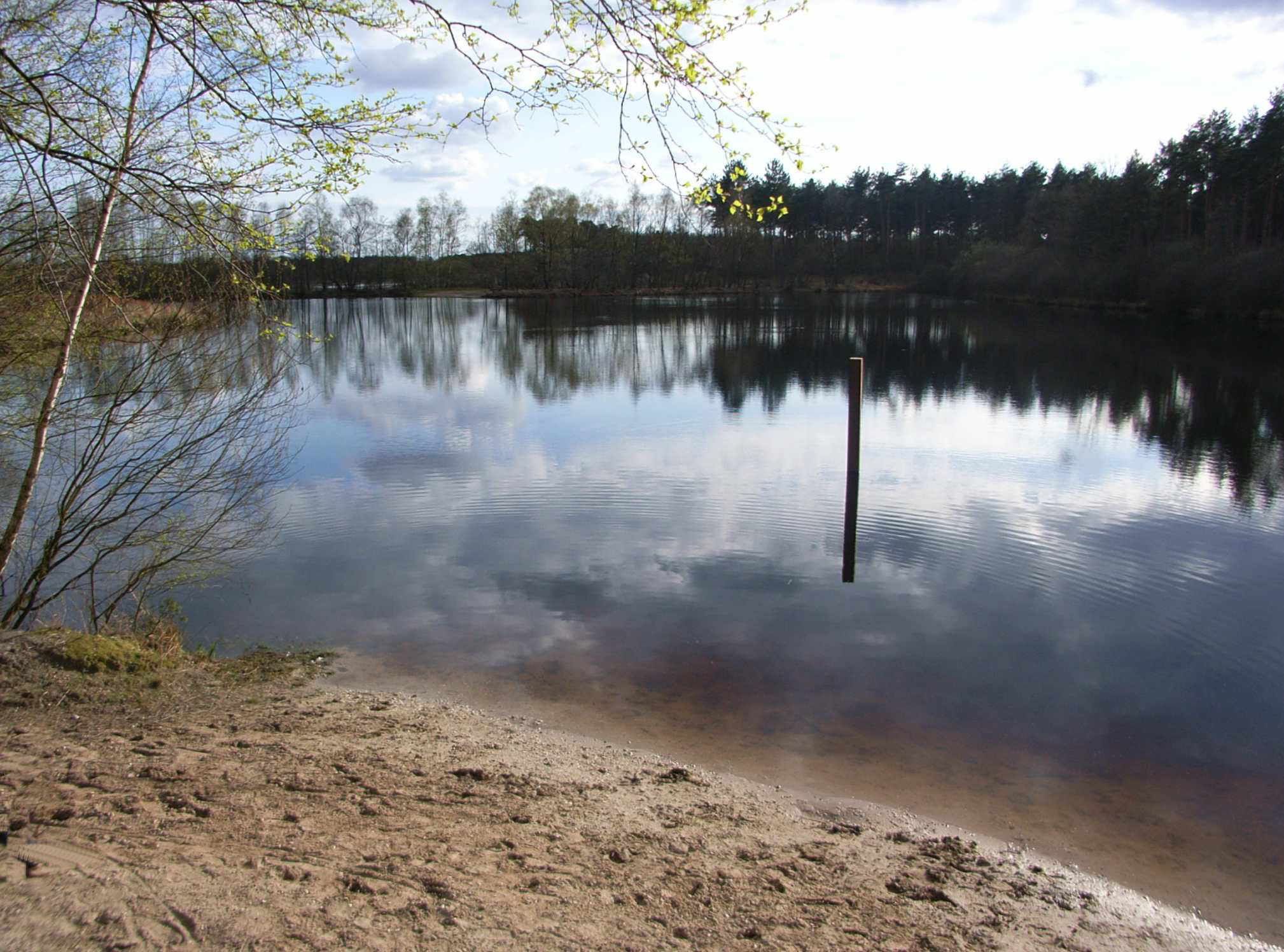
See auf der deutsch-niederländischen Grenze

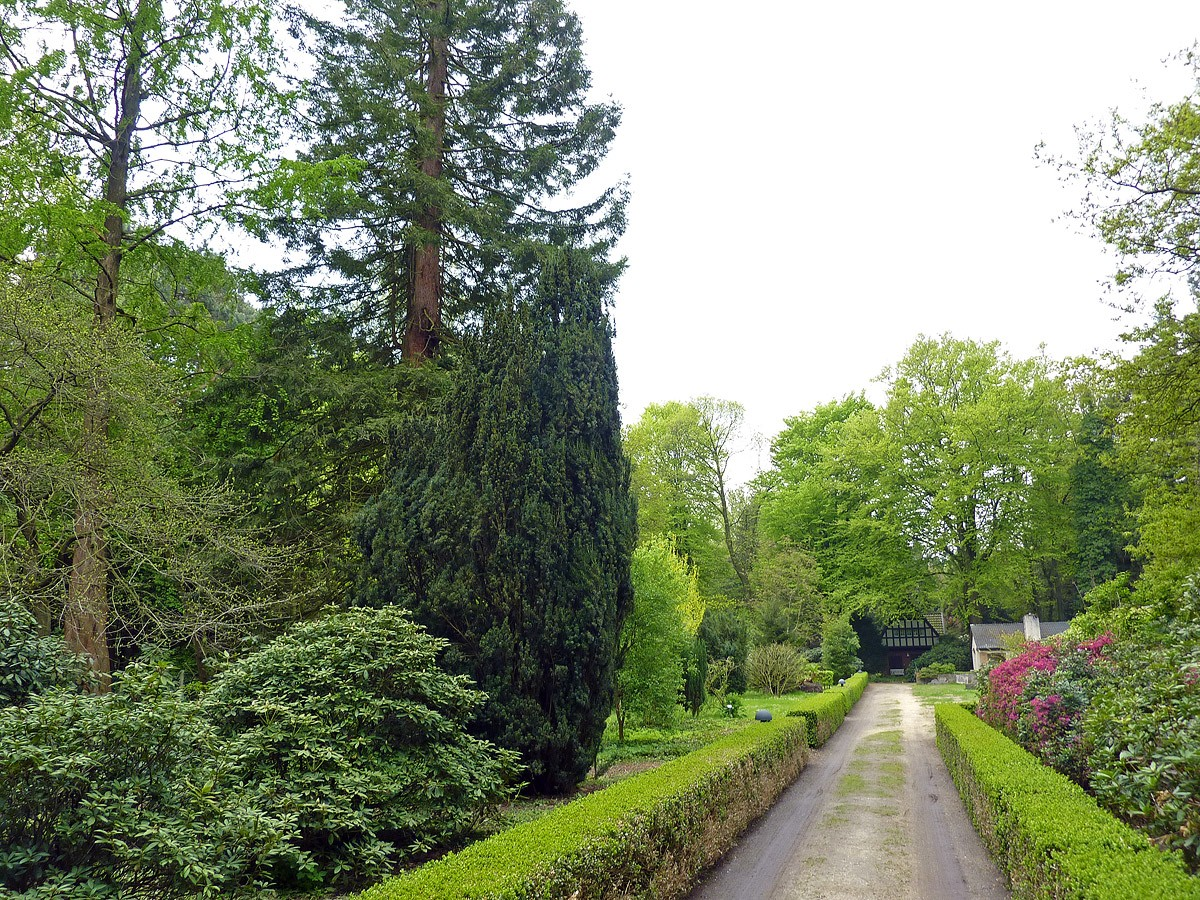
Eingang der Sequoiafarm Kaldenkirchen

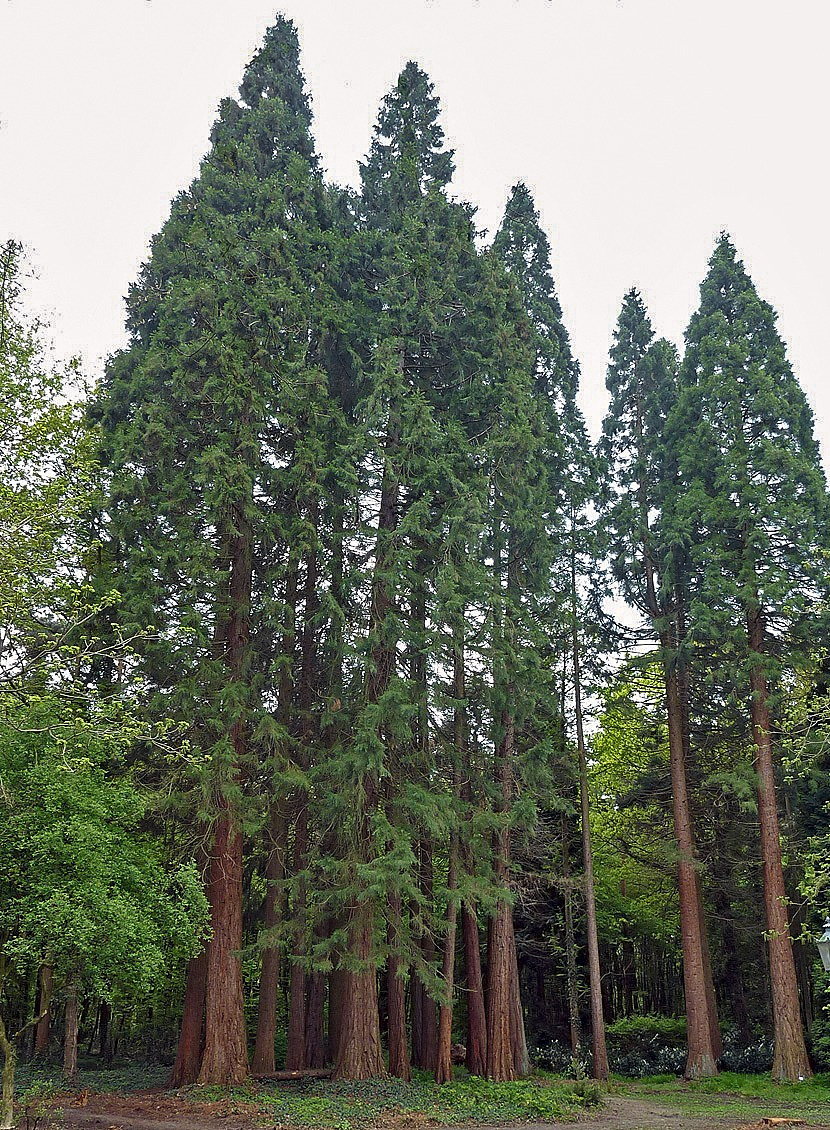
Riesenmammutbäume in der Sequoiafarm

Der Naturpark Maas-Schwalm-Nette (NMSN) ist ein grenzüberschreitender Naturpark in Deutschland und den Niederlanden, der 2002 gegründet wurde. Er ist ein regional bedeutsames Naherholungsgebiet.
Insgesamt ist er 870 km² groß. Seinen Namen hat er von den durchfließenden Flüssen Maas, Schwalm und Nette.
Oft wird er mit dem Naturpark Schwalm-Nette gleichgestellt. Dieser wurde jedoch schon 1965 gegründet; er ist inzwischen in den NMSN integriert.
Er erstreckt sich über ein Gebiet in den Kreisen Kleve, Viersen und Heinsberg sowie in der Stadt Mönchengladbach in Deutschland und in den Gemeinden Roermond, Roerdalen, Venlo, Echt-Susteren, Leudal und Maasgouw in den Niederlanden.
Im Naturpark Maas-Schwalm-Nette liegt auch das Naturschutzgebiet Krickenbecker Seen mit den vier durch Torfstich entstandenen Seen. Auf dem Gebiet der Gemeinde Niederkrüchten liegt die einzige Wacholderheide des Niederrheingebiets, umgeben vom Elmpter Schwalmbruch. Ferner gehört der Kaldenkirchener Grenzwald (Gemeinde Nettetal) mit dem Arboretum Sequoiafarm und dem Geo-hydrologischen Wassergarten dazu.
21 Besucherzentren informieren über Landschaft, Kunst, Natur, Kultur und Geschichte. Zahlreiche Exkursionen und Aktivitäten werden angeboten.
Der Wasserhaushalt wurde und wird durch den Braunkohletagebau südlich von Mönchengladbach beeinflusst. Nachdem das Abbaugebiet Garzweiler I ausgekohlt war, begann man mit Garzweiler II. Dieser nähert sich langsam Mönchengladbach und damit auch dem NMSN.

## Informationszentren
- in Deutschland

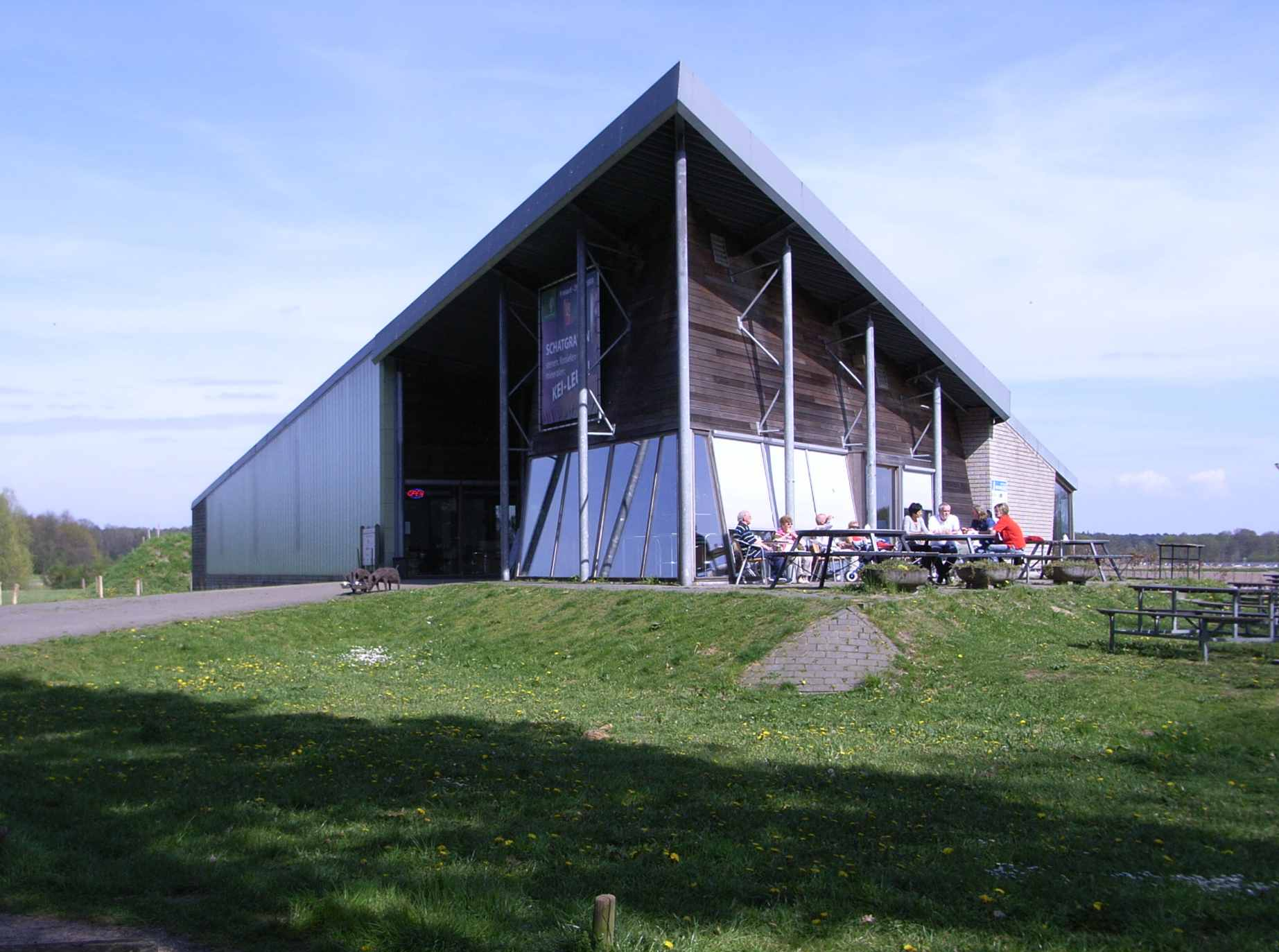
Besucherzentrum Nationalpark de Meinweg

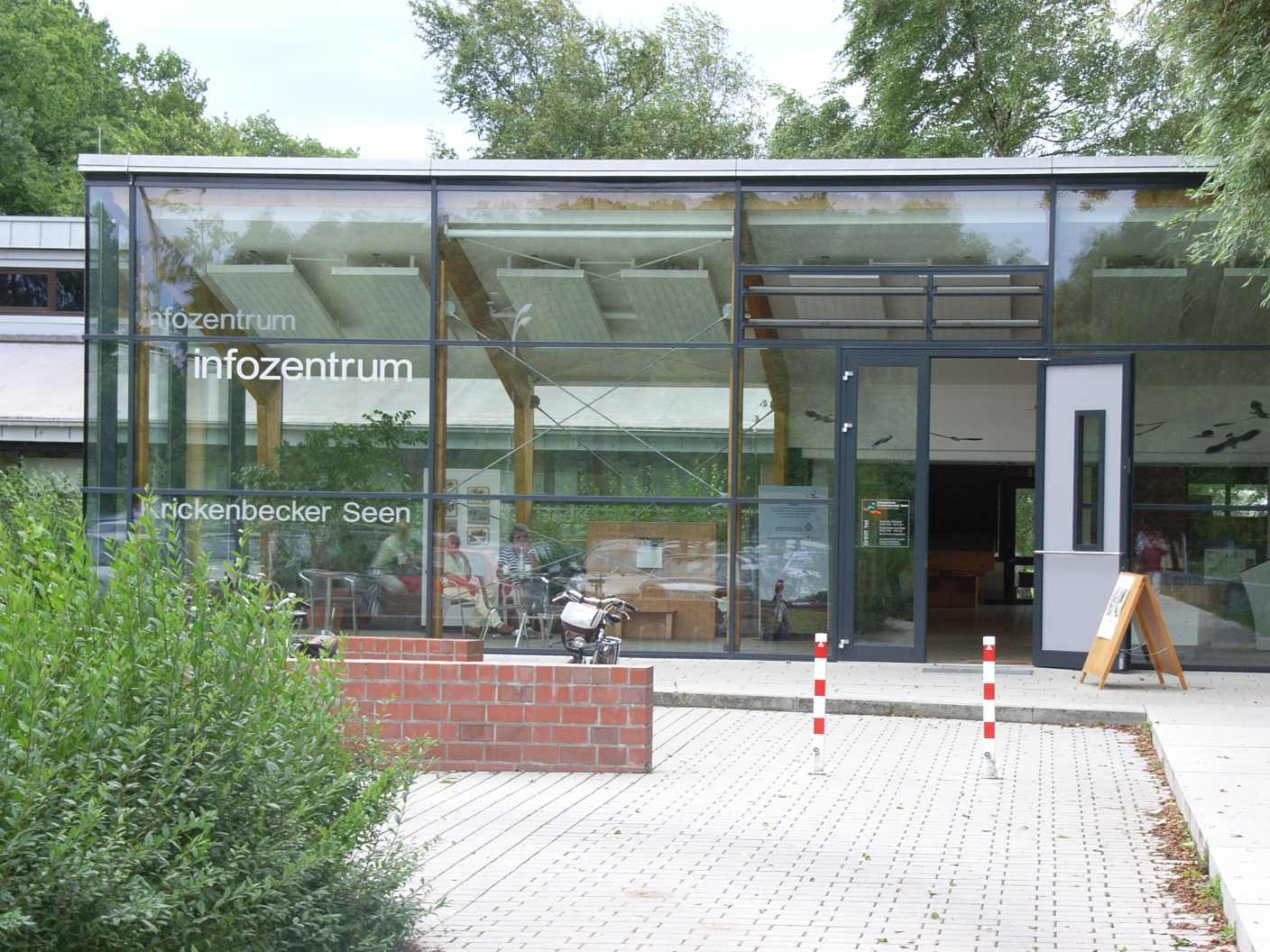
Infozentrum in Nettetal-Hinsbeck (Hombergen)

  - Naturparkzentrum Haus Püllen in Wachtendonk
  - Infozentrum Krickenbecker Seen in Nettetal
  - Naturparkinformationsstelle Burg Brüggen
  - Naturparkzentrum Wildenrath bei Wegberg
- in den Niederlanden
  - Infocentrum Groote Heide bei Venlo
  - Bezoekerscentrum Nationalpark De Meinweg bei Herkenbosch

## Naturschutzeinrichtungen
- NABU – Naturschutzhof in Nettetal-Sassenfeld
- NABU – Naturschutzstation Haus Wildenrath

## Museen und Sonstiges
- in Deutschland
  - Niederrheinisches Freilichtmuseum in Grefrath
  - Textilmuseum Die Scheune in Nettetal-Hombergen
  - Landschaftshof Baerlo in Nettetal-Leutherheide mit "grünem Klassenzimmer"
  - Geo-hydrologischer Wassergarten in Nettetal-Kaldenkirchen
  - Arboretum Sequoiafarm Kaldenkirchen
  - Jagd- und Naturkundemuseum Burg Brüggen
  - Schrofmühle in Wegberg-Rickelrath
  - Beecker Flachsmuseum in Beeck (Wegberg)
- in den Niederlanden
  - Kinderboerderij Hagehof bei Venlo, ein Bauernhof für Kinder
  - Botanische Tuin, Jochum-Hof in Steyl zeigt hiesige Pflanzen und einen mediterranen Garten
  - Bezoekerscentrum Towana en keramiekcentrum Tiendschuur in Tegelen bietet Einblicke in die hiesige Tonwarenherstellung
  - De Kookboerderij en De Historische Groentehof in Beesel; ein Kochstudio in einem alten Bauernhof
  - St. Elisabethshof NME-Centrum en Strekkmuseum Leudal in Haelen mit Heimatmuseum
  - Das Roerstreekmuseum in Roermond zeigt unter anderem archäologische Funde
  - Das Bijen bezoekers centrum in Mariahoop informiert über die Welt der Bienen

## Film
- Bilderbuch Deutschland: Der Naturpark Maas-Schwalm-Nette. Dokumentation, 45 Min., ein Film von Tilman Jens, Produktion: WDR, Erstsendung: 8. Juli 2007, Inhaltsangabe (Memento vom 27. September 2007 im Internet Archive)